# شارل، دوک واندوم
شارل، دوک واندوم (انگلیسی: Charles, Duke of Vendôme؛ ۲ ژوئن ۱۴۸۹ – ۲۵ مارس ۱۵۳۷) فرمانده نظامی اهل فرانسه و پدر بزرگ آنری چهارم فرانسه بود او در قصر واندوم به دنیا آمد و بزرگترین پسر فرانسوا و ماری لوکزامبورگ بود. او در ۱۴۹۵ جانشین پدرش شد و تحت امر لوئی دوازدهم فرانسه نخستین ماموریت نظامی‌اش را در ۱۵۱۴ در ایتالیا انجام داد و در زمان وی کنت‌نشین واندوم تبدیل به دوک‌نشین گردید. او در نبرد مارینیانو جنگید و به خاطر وفاداری‌اش در زمان نبرد پاویا جانشین پادشاه بود او و همسرش سیزده فرزند داشتند.